# 灰胸噪鹛
灰胸噪鹛（学名：Pterorhinus delesserti），是画眉科噪鹛属的一种，为印度的特有种。该物种的保护状况被评为无危。
灰胸噪鹛的平均体重约为92.0克。栖息地包括亚热带或热带的湿润低地林和亚热带或热带的（低地）干燥疏灌丛。